# Emydocephalus ijimae
Espèce
Statut de conservation UICN

 LC  : Préoccupation mineure
Emydocephalus ijimae est une espèce de serpents de la famille des Elapidae.

## Distribution
Cette espèce marine se rencontre dans les eaux du Japon, de la Chine et de Taïwan.

## Étymologie
Cette espèce est nommée en l'honneur d'Isao Ijima (1861-1921), zoologiste japonaise.

## Publication originale
- Stejneger, 1898 : On a Collection of Batrachians and Reptiles from Formosa and Adjacent Islands. The Journal of the College of Science, Imperial University of Tokyo, vol. 12, n. 3, p. 215-225 (texte intégral).